# Брезє-при-Лочах
Брезє-при-Лочах (словен. Brezje pri Ločah) — поселення в общині Словенське Коніце, Савинський регіон, Словенія. Висота над рівнем моря: 297,7 м.